# Bernhard Weinhardt
Bernhard Weinhardt (* 17. Februar 1901 in Pforzheim; † 22. Mai 1983) war ein deutscher Manager.

## Werdegang
Weinhardt besuchte die Oberrealschule in Pforzheim und studierte an der Universität Heidelberg, an der er 1923 zum Dr. phil. promovierte. Im Anschluss war er in der Industrie tätig. So war er ab Herbst 1942 Direktor der Leipziger Allgemeinen Transportanlagen-Gesellschaft mbH (ATG), welche Flugzeuge im Lizenzbau für Junkers produzierte. Ab dem 17. Dezember 1943 wurde Weinhardt Anteilseigner der ATG Tochterfirma Leipziger Werkzeug- und Gerätefabrik (LWG), als deren Geschäftsführer er ab 1. Januar 1944 auftritt.
Ab 1953 war er Sprecher der Geschäftsführung der Siebelwerke ATG in Donauwörth, ab 1965 Geschäftsführer der Bölkow GmbH in Ottobrunn und von 1970 bis 1974 Vorsitzender der Geschäftsleitung der Deutschen Airbus GmbH.
Ab 1970 war er Präsident des Bundesverbandes der Deutschen Luft- und Raumfahrtindustrie.
Während seines Studiums wurde Weinhardt 1919 Mitglied der Burschenschaft Vineta Heidelberg.

## Ehrungen
- 1944: Kriegsverdienstkreuz I. Klasse
- 1966: Großes Verdienstkreuz der Bundesrepublik Deutschland